# Abbott Handerson Thayer

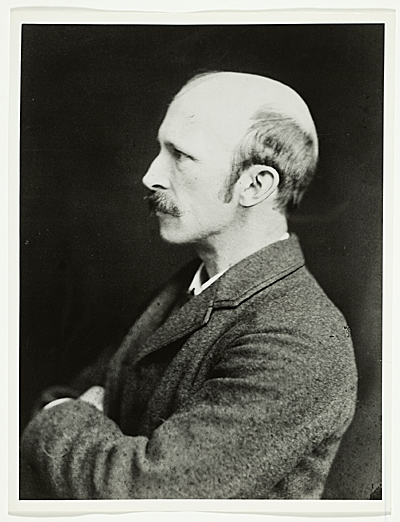
Portret van Abbott Handerson Thayer, ca. 1890

Abbott Handerson Thayer (Boston, 12 augustus 1849 – Monadnock, New Hampshire 29 mei 1921) was een Amerikaans kunstschilder. Hij wordt gerekend tot de stroming van het naturalisme en soms ook wel tot de academische kunst.

## Leven en werk
Thayer was de zoon van een plattelandsdokter en ging als jongeling naar New York om te studeren aan de Brooklyn Art School en later de National Academy of Design. Hij was de broer van botanisch illustrator Ellen Thayer Fisher.
In 1875 huwde hij de schilderes Kate Bloede en verhuisde naar Parijs, waar hij de École des Beaux-Arts bezocht en les kreeg van onder andere Henri Lehmann en Jean-Léon Gérôme.
In 1879 keerde Thayer naar Amerika terug en begon een schildersloopbaan in New York. Zijn vroege werk bestaat voornamelijk uit landschappen en vertoont nadrukkelijk invloeden van de School van Barbizon. Later legde hij zich vooral toe op de portretschilderkunst, waarmee zijn populariteit snel toenam. Bekendheid verwierf hij ook met zijn academische schilderijen van geïdealiseerde vrouwenfiguren, vaak voorzien van engelenvleugels. In 1889 werd hij buitengewoon lid van de National Academy of Design en kort daarna corresponderend lid van de Accademia di San Luca te Rome. Hij was ook gevraagd om lid te worden van de Ten American Painters, een afsplitsing van de National Academy of Design die zich verzette tegen de vercommercialisering van de kunst, zegde aanvankelijk toe, maar trok zich direct daarna weer terug.
In 1901 verhuisde Thayer naar Dublin, New Hampshire, waar zijn melancholische vrouw nog in datzelfde jaar in een inrichting kwam te overlijden. Kort daarna huwde hij bloemenschilderes Emma Beach, met wie hij drie kinderen kreeg. Samen met zijn zoon Gerald publiceerde hij in 1909 een boek over selectieve kleurenontwikkeling in het dierenrijk onder de titel Concealing Coloration in the Animal Kingdom, dat lang toonaangevend zou blijven op dat domein. Thayer correspondeerde met Theodore Roosevelt en Mark Twain.
Aanvankelijk werkte Thayer in New Hampshire ook als leraar, in een eigen atelier, maar nadat zich bij hem een bipolaire stoornis openbaarde trok hij zich steeds meer uit de openbaarheid terug. Hij overleed in 1921, op 71-jarige leeftijd.

## Galerij

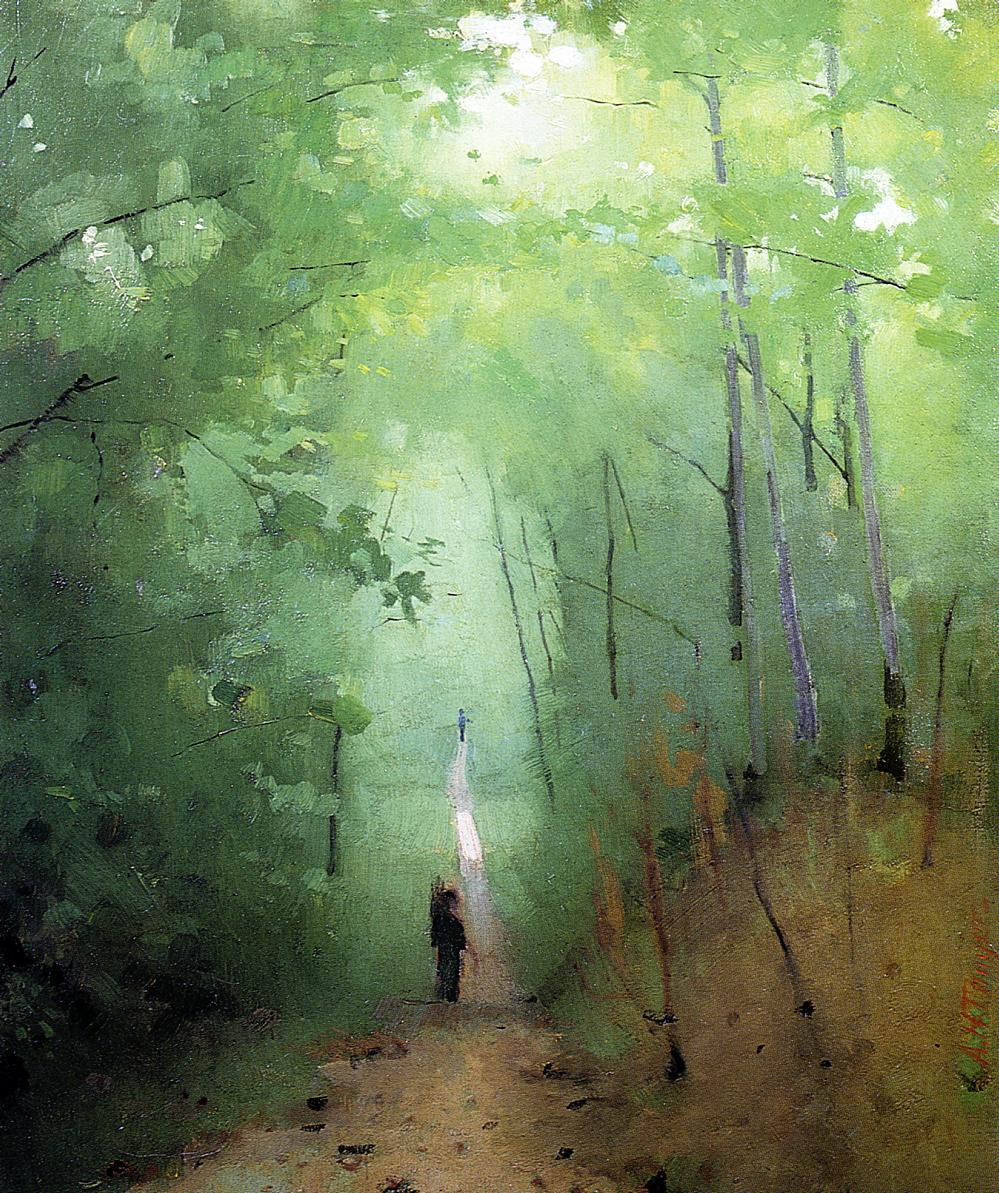
Landscape at Fontainebleau Forest, 1876
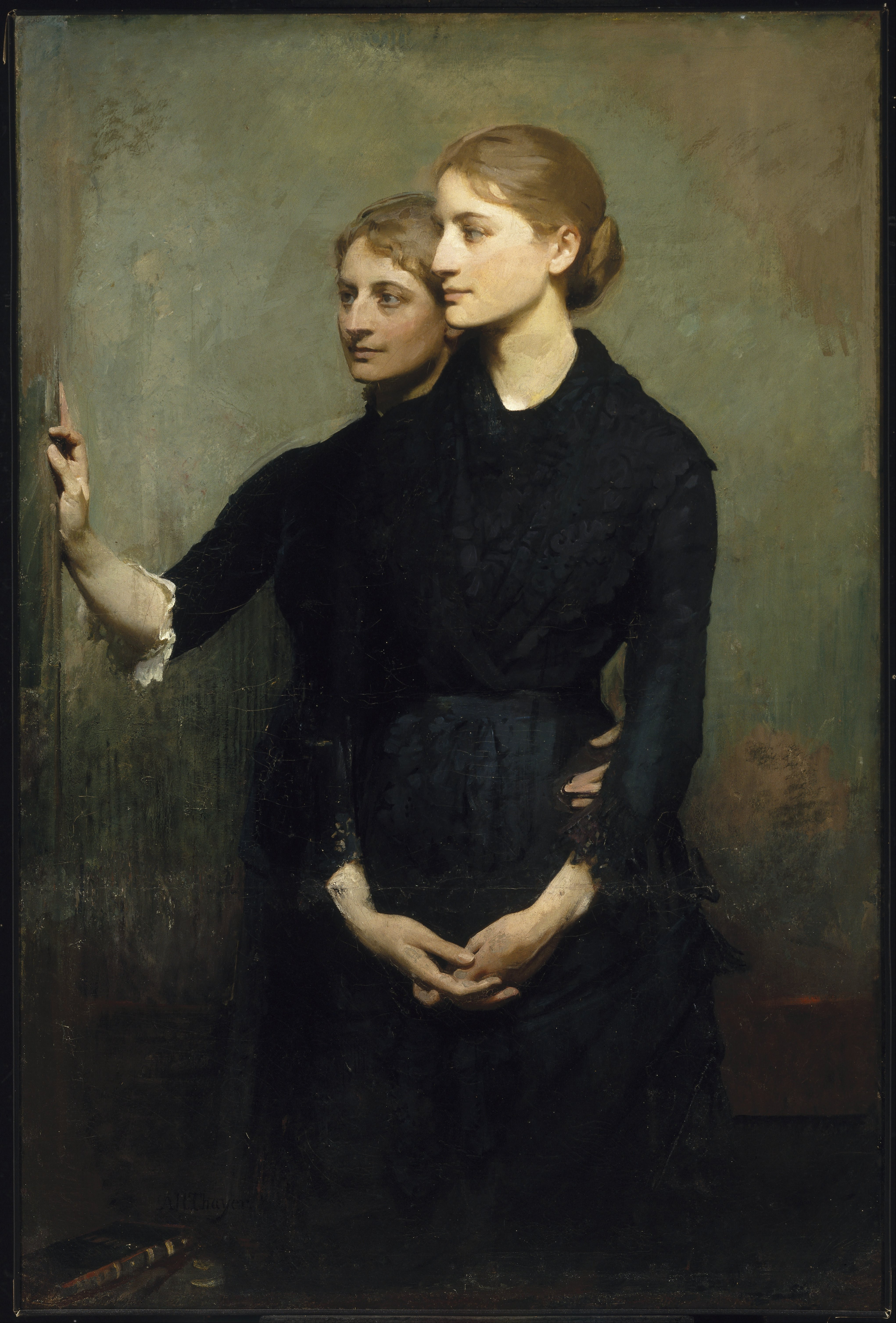
The sisters, 1884, Brooklyn Museum, New York
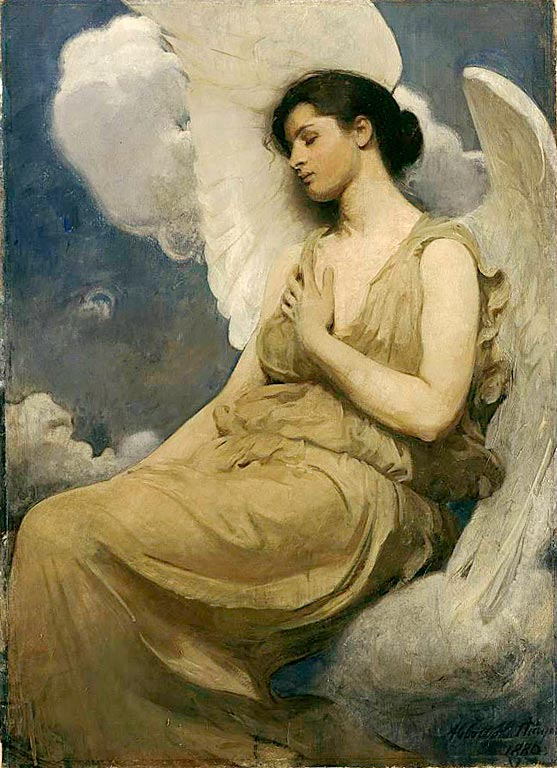
Winged figure, 1889, Art Institute of Chicago
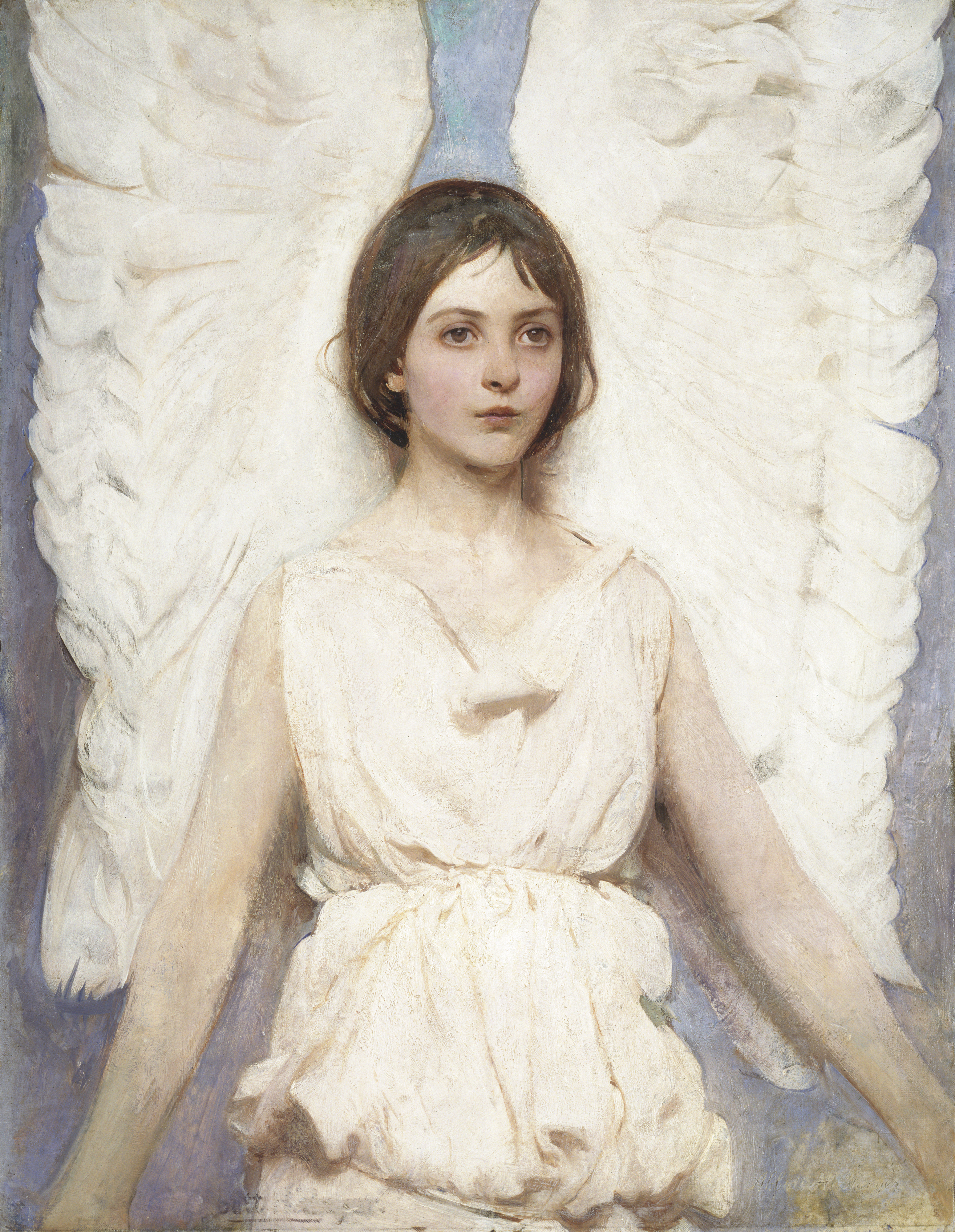
Angel, 1889, Smithsonian American Art Museum, Washington
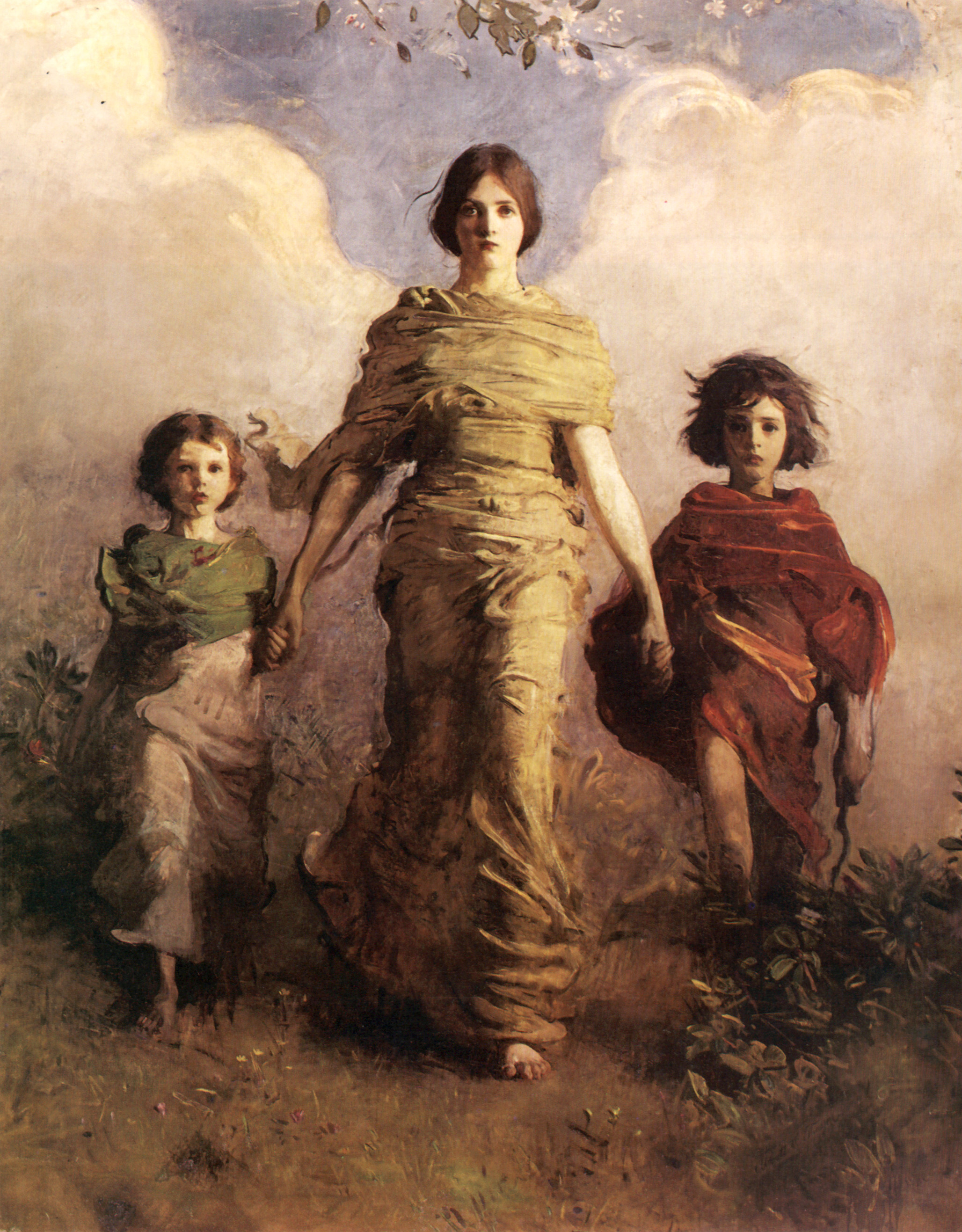
The Virgin, 1891, Freer Gallery of Art, Washington
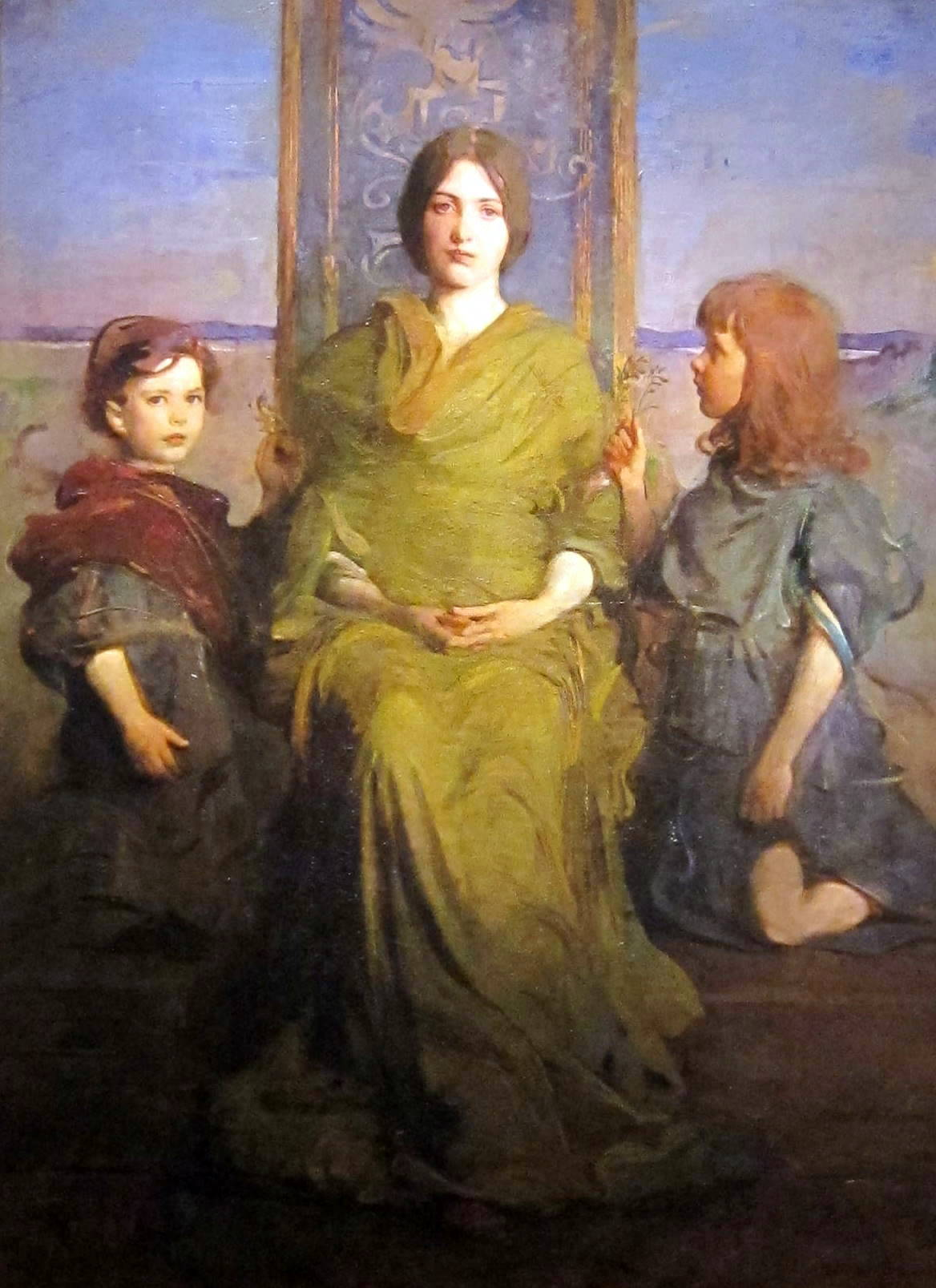
Virgin enthroned, 1891, Smithsonian American Art Museum, Washington
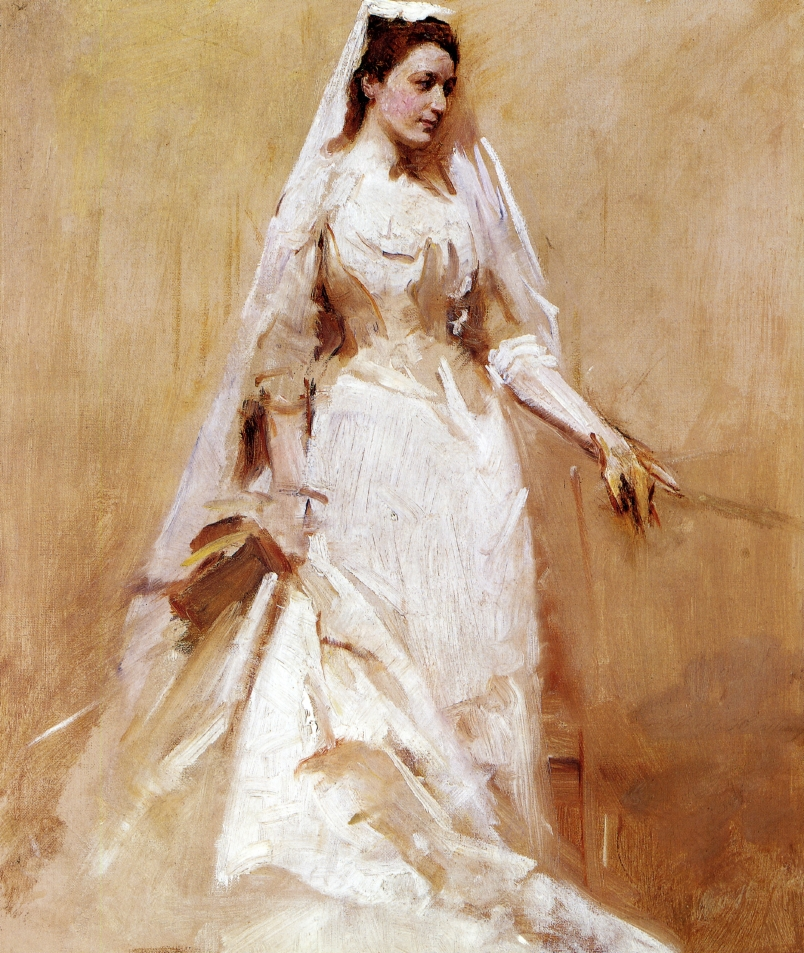
A Bride, 1895, Smithsonian American Art Museum, Washington
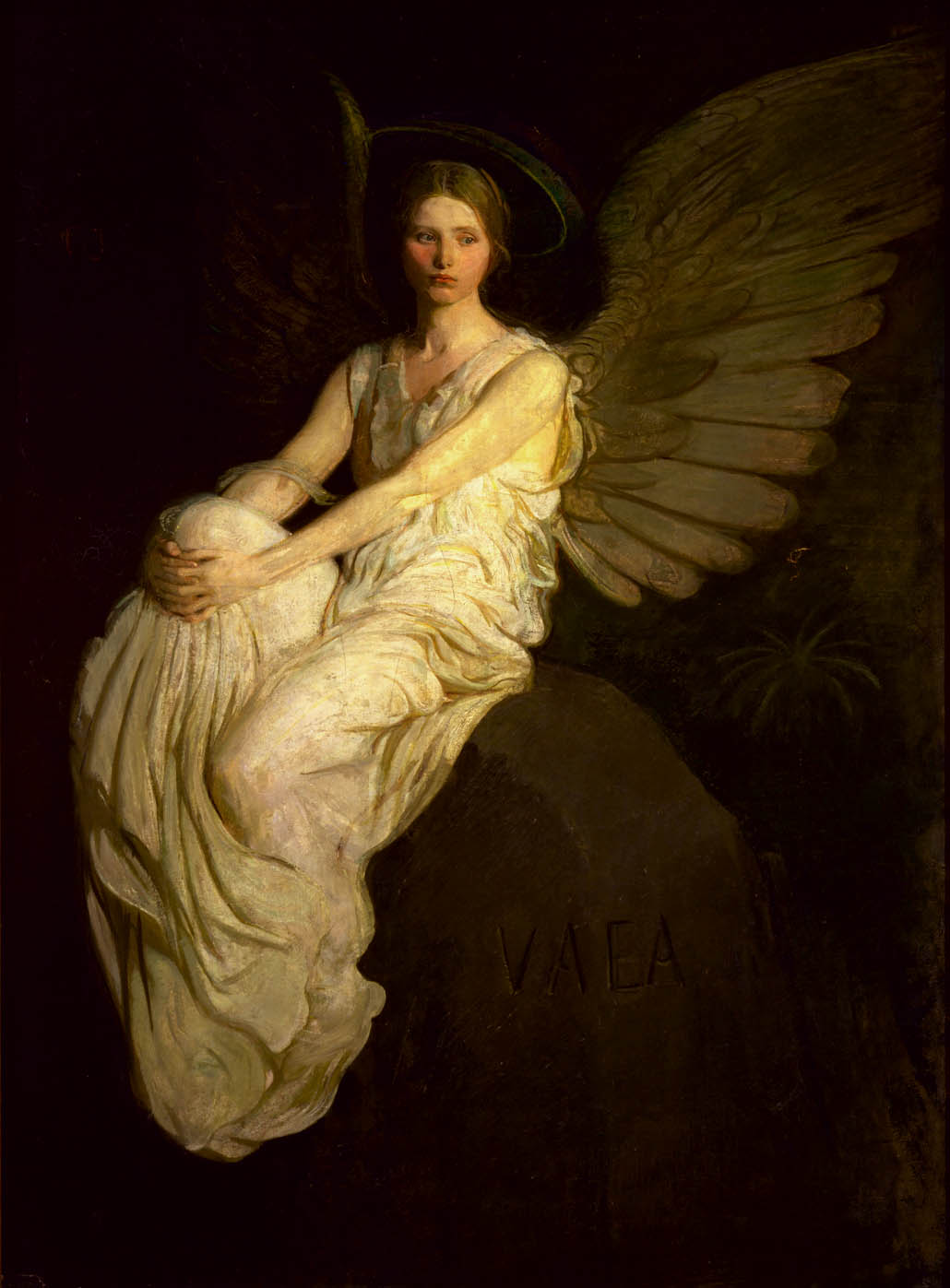
Stevenson Memorial, 1903, Smithsonian American Art Museum, Washington
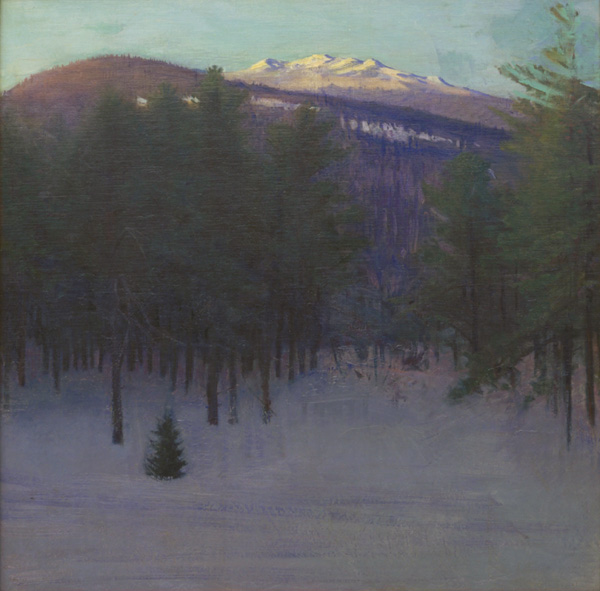
Monadnock in Winter, 1904, Smithsonian American Art Museum, Washington
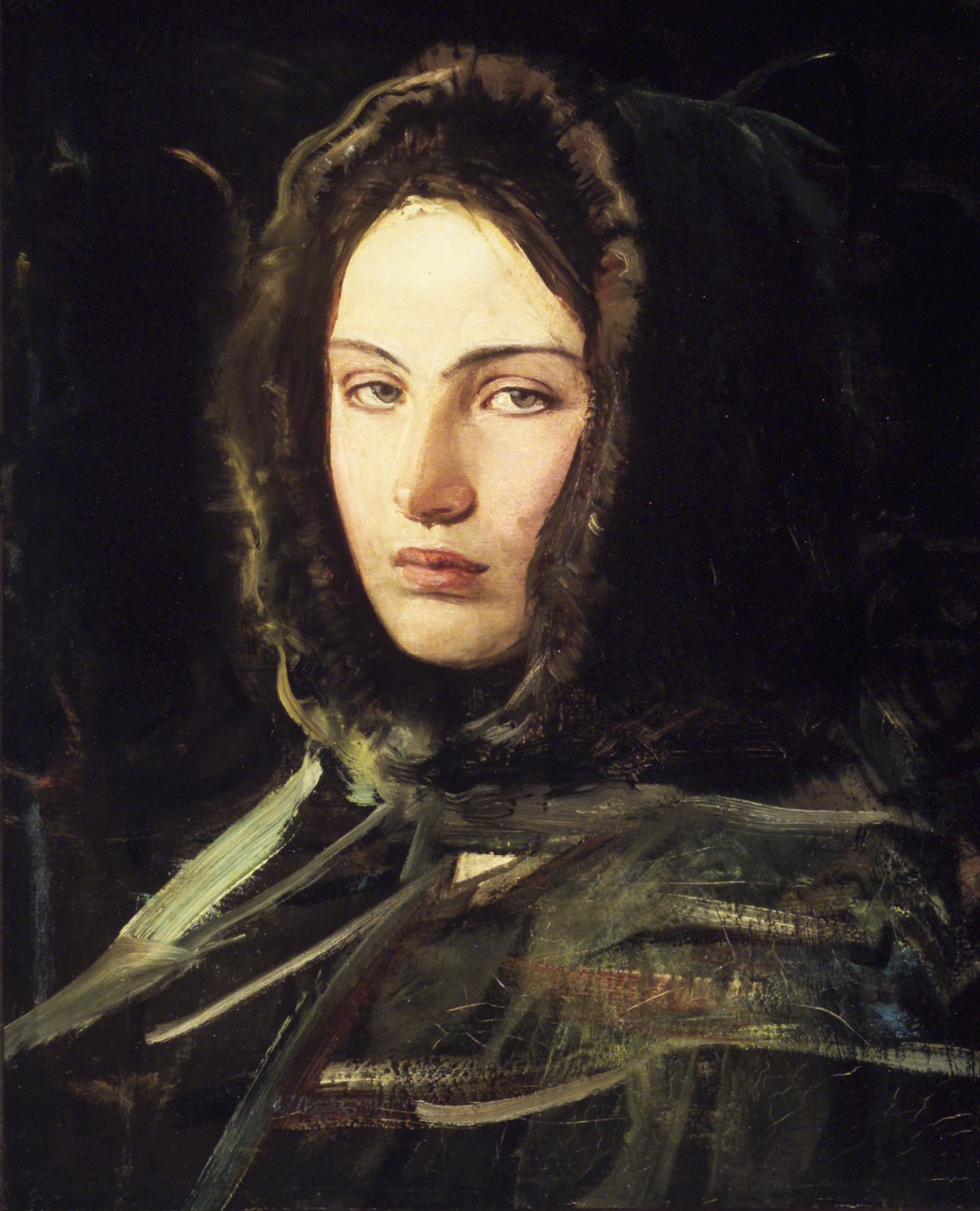
Girl in Fur Hood, 1908, Brooklyn Museum, New York